# Bernard VII. z Armagnacu
Bernard VII. z Armagnacu (fr. Bernard VII d'Armagnac, 1360 – 12. června 1418) byl mnohonásobný francouzský hrabě, konetábl a vůdce armagnacké strany během staleté války. Oženil se s Jitkou, dcerou Jana z Berry a vdovou po savojském hraběti Amadeovi VII., čímž získal velký politický vliv. Zemřel při pařížském povstání.